# Логос
Ло́гос (от др.-греч. λόγος «мысль», «голос», «слово», «разумение», «закон», «смысл», «понятие», «причина», «число», иуд.-арам. מימרא‎ [ˈmem(ə)reː]) — понятие древнегреческой философии, означающее одновременно «слово» (высказывание, речь) и «понятие» (суждение, смысл). Гераклит, впервые использовавший его в философском смысле и, по существу, отождествлявший его с огнём как основой всего (согласно Гераклиту, огонь является первоосновой мира (архэ) и его основным элементом или стойхейоном), называл «логосом» вечную и всеобщую необходимость.
Хотя в последующем значение этого понятия неоднократно изменялось, тем не менее, под логосом понимают наиболее глубинную, устойчивую и существенную структуру бытия, наиболее существенные закономерности мира.
В талмудическом иудаизме логосу соответствует ме́мра (ивр. מֵימְרָא‎) или ма́амар (מאמר‎) — «Логос», «Слово» как творческое начало слова Божьего.

## В античной философии
Понятие «Логос» было введено в греческую философию Гераклитом. Так как этот термин созвучен с житейским обозначением «слова», сказанного человеком, он использовал его, чтобы иронически подчеркнуть огромную разницу между Логосом как законом бытия и человеческими речами. Космический логос (слово), говорит греческая философия, «обращается» к людям, которые, даже «услышав», неспособны его понять. В свете космического Логоса мир есть гармоничное целое. Однако обыденное человеческое сознание считает свой частный произвол выше «общего» законопорядка. Внутри этого всеединства «всё течёт», вещи и даже субстанции перетекают друг в друга согласно ритму взаимоперехода и законосообразностью, но Логос остаётся равным себе. Таким образом картина мира, описанная Гераклитом, будучи динамичной, сохраняет стабильность и гармонию. И эта стабильность сохраняется в Логосе. Как утверждается в соответствующей статье БСЭ, учение Гераклита о Логосе схоже с учением Лао-цзы о дао.
У поздних греческих философов: натурфилософов, софистов, Платона и Аристотеля понятие «Логос» утрачивает онтологическое содержание. Однако позже стоицизм возвращается к понятию Логоса как единой всеобъемлющей мировой компоненте. Стоики описывают Логос как состоящую из тонкой материи (эфирно-огненную) душу космоса, обладающую совокупностью формо-создающих потенций (т. н. «семенных Логосов»). От них происходит «сотворение» вещей в инертной материи. Неоплатоники, развивая теорию Стоицизма, описывают Логос как эманации умопостигаемого мира, которые формируют чувственный мир.
Для классической античной философии Логос интерпретируется как «слово», которое принадлежит субстанции, но не личности; является формообразующим, но не воле-содержащим.

## В учении Филона Александрийского
Ко II веку нашей эры понятие «Логос» плотно вошло в сферу иудейских и христианских учений. Термин «Логос» был переосмыслен как слово личного и живого Бога, который «окликает» словом (Логосом) вещи и тем самым вызывает их из небытия. Для Филона Александрийского Логос — это образ Бога, как бы «второй Бог», посредник между потусторонностью Бога и посюсторонностью мира.

## В христианстве
В христианстве, в Евангелии от Иоанна (Ин. 1:1-14), и затем у отцов церкви, Логос (Слово) приобретает новый, собственно христианский смысл: Логос воплощается и вочеловечивается в Богочеловеке Иисусе Христе, родившемся от Богородицы. В христианском догмате о Троице Логос (Слово) или Сын Божий — это вторая ипостась (второе лицо) единого Бога — Троицы, который вместе с Богом Отцом и Богом Духом Святым сотворил видимый мир и невидимый мир. Логос вместе с Отцом и Духом Святым является не только Творцом всего мира, но и промыслителем о всём мире. Согласно догмату о Троице Логос вечно, без времени, непрерывно рождается от Бога-Отца; это — первое рождение Логоса. Второе рождение Логоса — это Его рождение во времени от Девы Марии. Логос (Слово) изначально единосущен Отцу и Святому Духу, то есть имеет, как и Они, божественную природу (сущность). После воплощения природа Логоса стала двойственной — одновременно и божественной, и человеческой.

## В современной философии
Понятие логоса, в силу богатства своего содержания, прочно вошло в категориальный аппарат философии различных направлений и использовалось в различных контекстах, в частности, Фихте, Гегелем, Флоренским, Эрном, Хайдеггером и другими философами. С одной стороны, Логос означает «мысль» и «слово» («слово, речь, если они искренни, суть та же „мысль“, но выпущенная наружу, на свободу»), а с другой стороны, — «смысл» (понятие, принцип, причина, основание) вещи или события.
У некоторых русских философов-идеалистов термин «Логос» употребляется для обозначения цельного и органического знания, для которого свойственно равновесие ума и сердца, наличие анализа и интуиции (Эрн, Флоренский).
Р. Бартом развита идея «логосферы» как вербально-дискурсивной сферы культуры, фиксирующей в языковом строе специфику ментальной и коммуникативной парадигм той или иной традиции, конституирующихся в зависимости от различного статуса по отношению к власти (энкратические и акратические языки).